# 岡山市立灘崎中学校
岡山市立灘崎中学校（おかやましりつなださきちゅうがっこう）は、岡山県岡山市南区片岡にある公立中学校。

## 沿革
詳細は公式ホームページを参照。
- 1947年(昭和22年) - 岡山県児島郡灘崎村立灘崎中学校として設立
- 1947年(昭和22年) - 開校(灘崎小学校校舎一部借用)
- 1949年(昭和24年) - 灘崎小学校内に校舎落成、移転
- 1949年(昭和24年) - 校歌制定
- 1952年(昭和27年) - 現在位置に新校舎落成、移転
- 1956年(昭和31年) - 創立10周年記念式典挙行
- 1977年(昭和52年) - 創立30周年記念式典挙行
- 1997年(平成09年) - 創立50周年記念式典挙行
- 2005年(平成17年) -  岡山市との合併により、岡山市立灘崎中学校に校名変更

## 校訓
- 自主・自律

## 部活動
運動部
- 陸上競技部
- 野球部
- ソフトテニス部
- ソフトボール部
- バスケットボール部
- バレーボール部
- 柔道部は廃部になりました
- 剣道部
- 卓球部

文化部
- 吹奏楽部
- 箏曲部
- 科学部
- 美術部
- 茶道部

## 著名な出身者
- 中西圭三 - シンガーソングライター、作曲家[3]
- 佐野恵太 - 横浜DeNAベイスターズ、プロ野球選手

## 通学区域が隣接している学校
- 岡山市立藤田中学校
- 岡山市立興除中学校
- 倉敷市立多津美中学校
- 倉敷市立郷内中学校
- 倉敷市立琴浦中学校
- 玉野市立荘内中学校
- 玉野市立八浜中学校